# Kaplanei (Merenschwand)

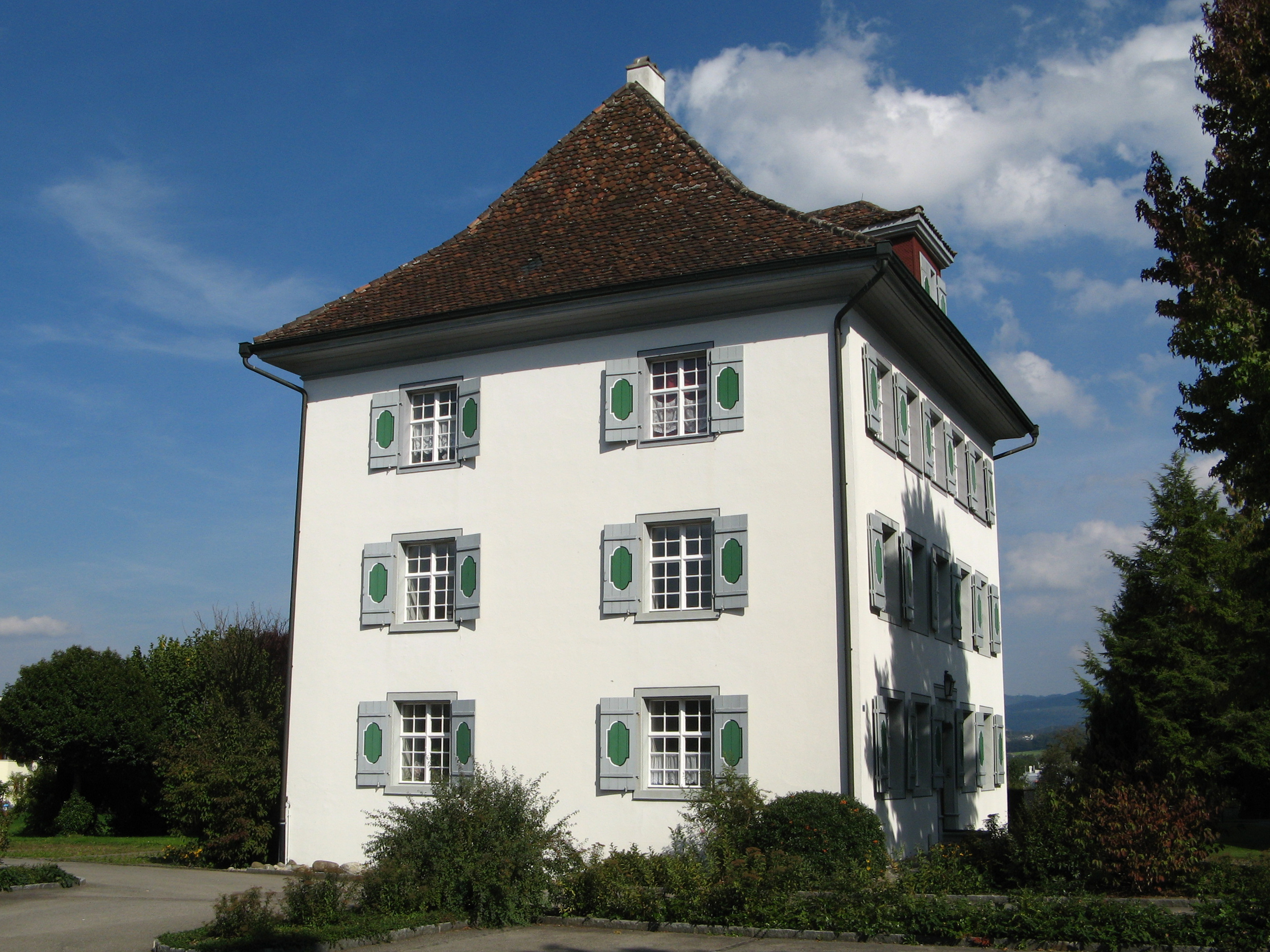
Kaplanei

Die Kaplanei ist ein denkmalgeschütztes Gebäude in Merenschwand im Kanton Aargau. Es steht im Dorfzentrum und bildet zusammen mit der Pfarrkirche St. Vitus und dem Pfarrhaus eine historische Gebäudegruppe am Südrand des Friedhofs.
Das stattliche dreigeschossige Gebäude im spätgotischen Stil entstand im Jahr 1491 im Auftrag des Klosters Kappel, dessen Mönche damals die Pfarrei betreuten. Zunächst besass die Kaplanei zwei Stockwerke. Im Jahr 1774 nahm Baumeister Vitus Rey aus Muri einen Umbau vor und stockte dabei das Gebäude auf. Der Grundriss der Kaplanei ist fast quadratisch; darüber erhebt sich ein kubischer Baukörper mit 5×2 Achsen, bedeckt von einem geknickten Walmdach mit Lukarne an der Südseite. Das Portal ist stichbogig mit waagrechtem Oberlicht. Aus der Zeit des Umbaus stammen ein Kamin im obersten Stockwerk und eine von Caspar Wolf bemalte Kachel mit der Vedute im Korridor, auf der das umgebaute Gebäude abgebildet ist.